# Кампос-дель-Ріо
Кампос-дель-Ріо (ісп. Campos del Río) — муніципалітет в Іспанії, у складі автономної спільноти Мурсія. Населення — 2169 осіб (2010).
Муніципалітет розташований на відстані близько 330 км на південний схід від Мадрида, 20 км на захід від Мурсії.
На території муніципалітету розташовані такі населені пункти: (дані про населення за 2010 рік)
- Кампос-дель-Ріо: 2000 осіб
- Лас-Каньядас: 1 особа
- Родео-Прімеро/Уатасалес: 130 осіб
- Родео-Сегундо/де-Енмедіо: 26 осіб
- Родео-Терсеро/де-лос-Тендерос: 3 особи
- Мараон: 9 осіб

## Демографія
Динаміка населення (INE ):

## Галерея зображень

Розташування муніципалітету Кампос-дель-Ріо у провінції Мурсія